# Monte Bubiale
Il monte Bubiale è un rilievo dell'alto Appennino bolognese che gravita nel territorio comunale di Lizzano in Belvedere e costituisce il lembo meridionale del Parco regionale del Corno alle Scale.
Il complesso montuoso di monte Bubiale è un anello della catena che, partendo da monte Orsigna, giunge fino al Corno alle Scale, passando anche per monte Gennaio; esso si snoda però più che altro verso nord, su un impervio crinale solcato dalla valle del Rio Baricello. È costituito dalle seguenti cime (da sud verso nord):
- Passo del Lupo (1482 m);
- Monte Bubiale (1558 m).

Il crinale continua poi verso nord col massiccio di monte Cielvivo.